# フォートナイトクリエイティブ
『フォートナイトクリエイティブ』(Fortnite Creative) は、2017年に公開されたバトルロイヤルオンラインゲーム「フォートナイト」のゲームモードの1つ。（チャプター1）シーズン7に追加され、最大16人が参加できるこのモードは自由にミニゲームを作成できるモードで、作成されたミニゲームを遊ぶこともできる。

## 概要
2018年12月6日にリリースされ、当初はバトルパスを購入しているプレイヤーのみが早期アクセスできる形であったが、同年12月13日からはすべてのプレイヤーがアクセスできるようになった。ミニゲームを作成する前に、プレイヤーは最大50の自分のマップである「島」を作ることができる。島の種類と名称を選択でき、名付けた島の名称は、そのままミニゲームのマップ名になる。ミニゲームを作成するプレイヤーは「クリエイティブスマホ」を使用して、1マップあたり最大100,000の容量があるマップ内で、その容量内を駆使してマップを作成しなければならない。また、後述の条件を満たせばそれを世界中のプレイヤーに対して公開することができる。

## 島の公開
島の公開プレイヤーは、自身が作成したミニゲームを世界中の人にプレイしてもらいたい場合、以下の条件を満たす必要がある。
- 年齢13歳以上（韓国に居住の場合は14歳以上）。
- クリエイター契約に同意することが可能であること。
- クリエイターコンテンツガイドラインを遵守できること。
- 現行の指定支払いプラットフォームとなるHyperwalletを使用して支払いを受け取れること。
- ソーシャルアカウント（SNSやウェブアカウント）にフォロワーが1000人以上いること。

※但し、申請フォームに自身の作品を送る場合は、SNSアカウントのフォロワーが1000人いなくても公開権限を得ることが出来ることがある。

## 島の種類
前述の「島」を新規作成するときに選べる島の種類は以下の通り。
- テンプレート島
- 草地の島
- アークティック島 / フロスティフォートレス
- アイスレイク島
- トロピカル島 / リバーエッジ島
- ブラックグラス島
- ザ・ブロック
- 火山島
- カルデラ島
- フォーティーラ島
- がれき島
- 乾燥島
- キャニオン島
- ウェイストランド島
- 馬蹄島
- 海岸線島
- 列島の島
- 特大 列島
- オアシス島
- サンドバー島
- ケビン浮島
- グリット島
- 大グリット島
- 特大グリット島
- 「特大フラットグリッド島」平らで四角形のグリッド線がある特大サイズの島。
- 「山の尾根島」山、湖、砂浜のある特大の島。
- サバイバル島
- グリーシー・グローブ注目スポット島
- ティルテッド・タワー注目スポット島

### クリエイティブハブ島
クリエイティブハブ島では、クリエイティブハブを作成することができる。作成したクリエイティブハブが採用されると、採用期間中、そのハブが世界中のクリエイティブで使用される。
- フラットグリットハブ
- フローティングアイランドハブ
- レイクハブ

## 「自分の島」設定
島（マップ）の所有者は「自分の島」という設定画面から、島の初期設定などを行うことができる。以下は、その設定らの概要である。
| 設定       | 内容                                                                           |
| ---------- | ------------------------------------------------------------------------------ |
| 時間帯     | マップ内の時間帯を設定する。                                                   |
| フィルター | マップ内のカメラフィルターを変更して、雰囲気を演出できる（白黒、レトロなど）。 |

## クリエイティブハブ
クリエイティブハブ（Creative Hub）は、クリエイティブモードをプレイするときに、最初にプレイヤーが出現する場所である。クリエイティブハブから自分の作品に向かい、あるいは他のプレイヤーの作品に遊びに行くことができる。

## 主に作られているミニゲーム
この節では、フォートナイトクリエイティブで主に作成されているミニゲームについて述べる。
- ボックスファイト - ボックス状のマップ内で戦闘するゲーム。
- ゾーンウォーズ - 初期装備を受けとり、迫ってくるストーム（ゾーン）から逃げつつ戦闘をするゲーム。
- ベッドウォーズ - ベッドの見た目をする破壊対象の仕掛けを、敵チームに破壊されないよう防衛するゲーム。
- 1vs1 - タイマンとも呼ばれる。プレイヤーが1対1で戦闘をするゲーム。主に練習として使用される。
- パルクール - アスレチックとも呼ばれる。プレイヤーが障害物を飛び越えながらゴールを目指していくゲーム。

## 荒らし対策
ミニゲームを作成するというモードの特性上、荒らしを行うプレイヤーも存在する。「自分の島」設定は、そのマップを最初に作成したプレイヤー（島の所有者）のみ設定できるため、作成したミニゲームを荒らされたくない場合は「バックアップ」から進捗をセーブし、もし荒らし被害に遭った場合は「復元」からマップを復元させる事ができる。
また、あらかじめ信頼できるプレイヤーにのみ「クリエイティブスマホ」を個別に付与することもできる。